# Besouro
Os coleópteros (Coleoptera) compõem uma ordem muito diversa de insetos, entre os quais os mais populares são os besouros e as joaninhas. No entanto, essa ordem compreende também escaravelhos, gorgulhos entre outros. “Coleoptera” é uma palavra de origem grega, unindo koleos (estojo) e pteron (asas) que, em tradução livre, significa ‘estojo de asa’. Esse nome é explicado através da morfologia desses animais: o par de asas anteriores (externo) é esclerotizado e funciona como uma capa rígida, conhecida como élitro, visando proteção. O outro par de asas, posteriores e internas às asas rígidas, é mais delicado, membranoso, e serve para voar.
A ordem Coleoptera possui o maior número de espécies dentre todos os seres vivos — em torno de 350 mil — sendo portanto o grupo animal que possui maior diversidade. Coleópteros estão presentes em uma imensa variedade de habitats todos os ambientes da Terra, à exceção do oceano, onde têm presença mínima, embora eles ocorram em muitos litorais. Uma característica que teria contribuído para o sucesso da ordem seriam os élitros (ver seção morfologia), protegendo o par de asas com função de voo quando este não está em uso, e permitindo que estes animais ocupassem, como citado, os mais diversos ambientes.
Além da megadiversidade, a ordem Coleoptera apresenta grande variedade morfológica a depender do modo de vida de cada espécie.

## Morfologia externa[4][5][6][7]

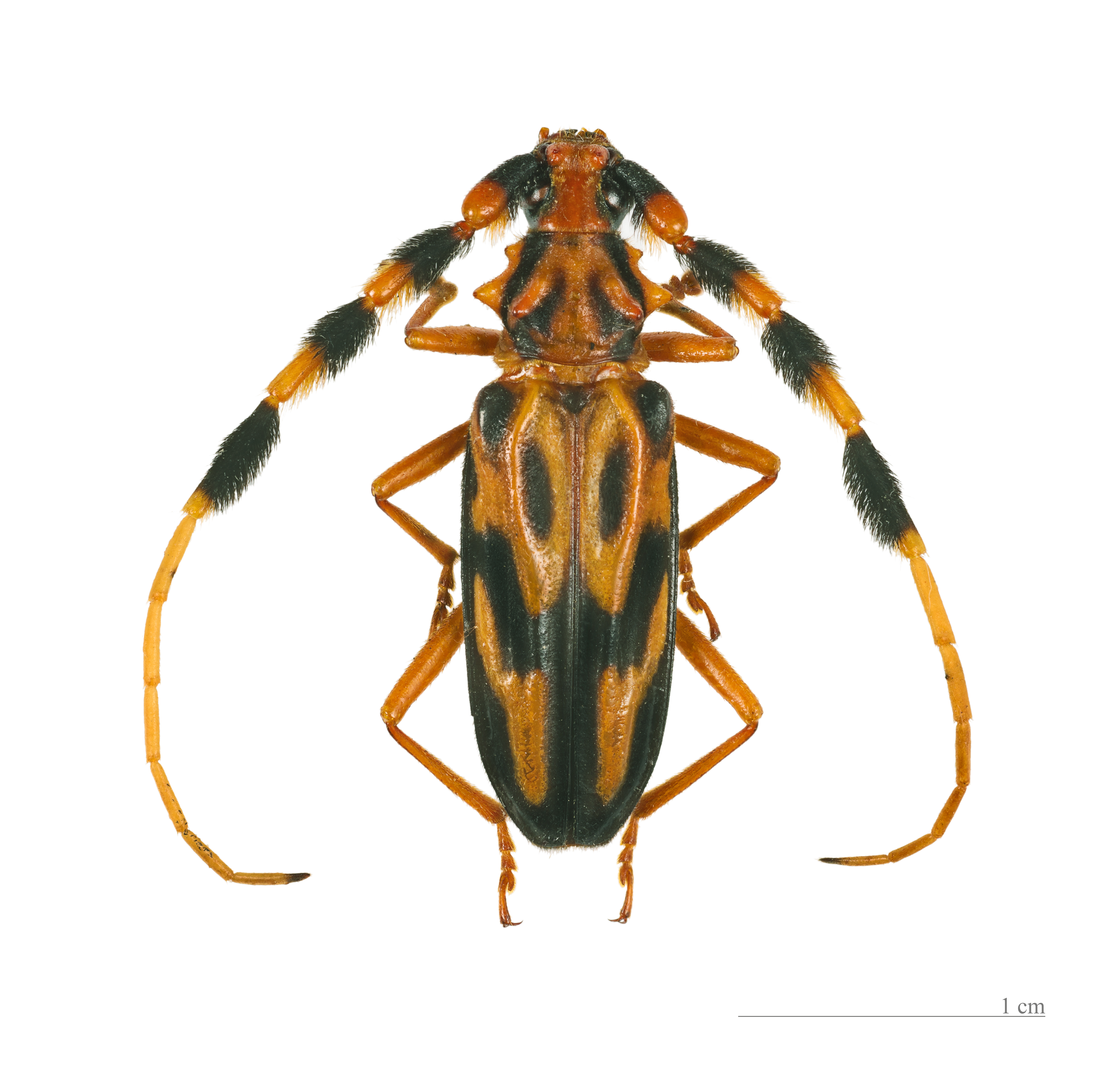
Serra-pau fêmea, Batus barbicornis

Os coleópteros são holometábolos, então a estrutura corpórea varia a depender da fase de vida que se é observada. As larvas de Coleoptera variam consideravelmente em forma e tamanho em diferentes famílias. Os adultos possuem uma morfologia comum, que inclui elementos encontrados em outras ordens de Insecta, como o exoesqueleto de quitina, dois pares de asas e um par de antenas, e também a divisão do corpo em 3 partes: cabeça, tórax e abdome.
A cabeça é altamente esclerotizada, pode ou não apresentar olhos compostos (raramente apresentam ocelos) e com as peças bucais mandibuladas do tipo mastigador, geralmente opostas e movendo-se no plano horizontal (raramente sugadoras ou reduzidas). Em muitos táxons, a região frontal é alongada e configura uma espécie de “bico”, chamada rostro, no qual nas pontas mais terminais estão localizadas as peças bucais.

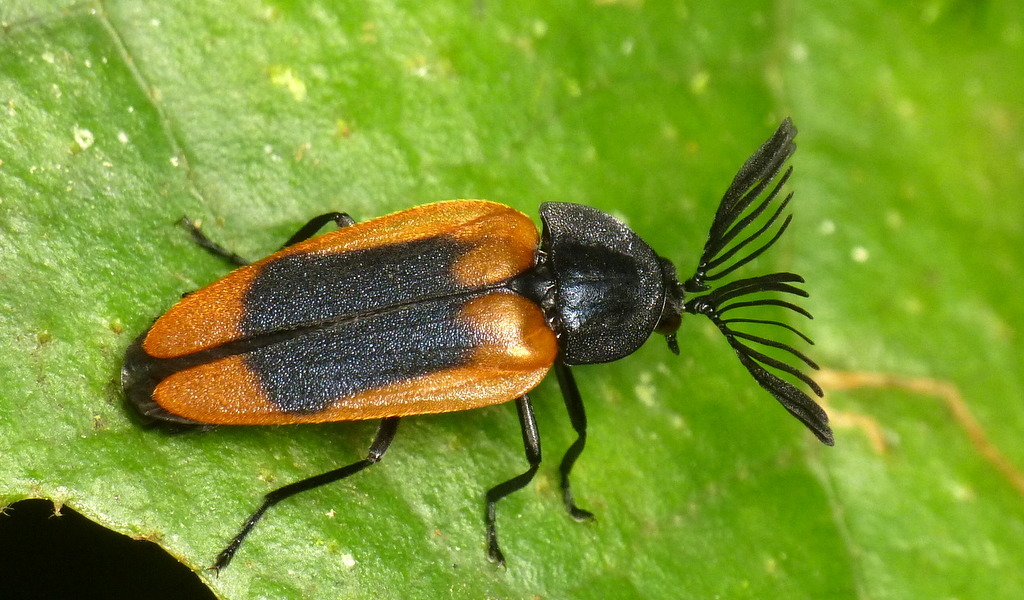
Vaga-lume, Cladodes sp., Lampyridae

As antenas dos Coleoptera são apêndices cefálicos, principalmente órgãos quimiorreceptores, que possuem diferentes estruturas sensoriais, sendo as mais comuns cerdas. Além da função sensorial, alguns grupos podem utilizá-las para quebrar a tensão superficial da água (Hydrophilidae aquáticos), para corte (Melyridae, Meloidae) ou até para combate (Laemophloeidae, Lucanidae). As antenas de Coleoptera têm apenas três segmentos verdadeiros: escapo, pedicelo e flagelo. Entretanto, os segmentos antenais, conhecidos como antenômeros, normalmente são 11; esse número pode variar a depender do táxon analisado, assim como a própria morfologia da antena varia bastante dentro do grupo.

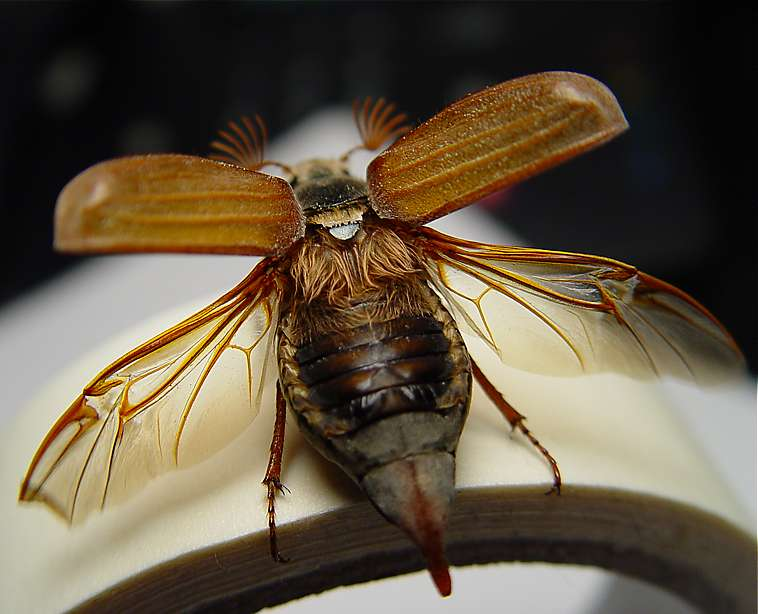
Asas membranosas abaixo do élitro

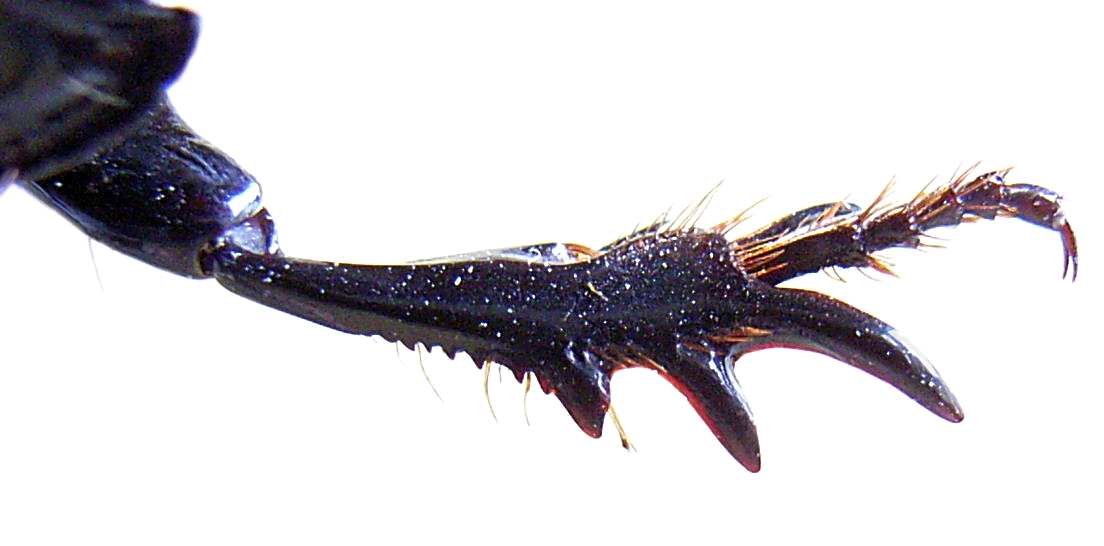
Perna anterior de Scaritinae

Já no tórax, os coleópteros possuem geralmente protórax bem desenvolvido e livre, articulando-se separadamente do meso e metatórax; esses últimos se apresentam fundidos, e essa estrutura é denominada pterotórax. Ainda assim, esses segmentos são tratados separadamente, a fim de que o entendimento de suas respectivas asas seja facilitado. O metatórax é bem desenvolvido, por estar conectado às asas metatorácicas, enquanto o mesotórax é mais reduzido. As pernas, que são apêndices torácicos, geralmente têm perfil de adaptação para corrida mas podem estar modificados para escavação (Scarabaeidae, muitos Tenebrionidae), fazer túneis em madeira (Bostrichidae, Scolytinae e Platypodinae: Curculionidae), nadar (Dytiscidae, Gyrinidae) ou saltar (Eucinetidae, Alticini: Chrysomelidae). A estrutura da perna é subdividida em coxa, trocânter, fêmur, tíbia e tarso, sendo esses últimos a parte mais terminal.  A forma e o grau de separação das coxas e o número de tarsômeros são caracteres de importância taxonômica. No tórax existem também dois pares de asas, que estão localizadas em partes distintas nele: o par de asas mesotorácicas (anterior) altamente esclerotizadas e endurecidas (élitro) que não auxiliam no do voo mas conferem proteção ativa e passiva, e o par metatorácico (posterior) geralmente presente, que em repouso permanece dobrado embaixo do élitro, sendo frágil e membranoso e o par responsável pelo voo. O élitro é um caráter exclusivo de Coleoptera que confere proteção às asas posteriores, tórax e abdômen. No macho, o abdômen normalmente tem 10 segmentos, sendo o décimo normalmente reduzido ou fundido ao nono e nas fêmeas o abdômen costuma a ter 9 segmentos, sendo o nono o segmento genital.
Quando adulto, podem atingir diferentes tamanhos a depender da família. Das linhagens viventes, a espécie Dynastes hercules pode chegar até 16 cm em tamanho e quase atingir as dimensões de Titanus giganteus (16.7 cm), considerado o maior exemplar da ordem. Em contrapartida, os indivíduos da família Ptiliidae são os menores coleópteros já encontrados, com cerca de 0,5 mm ou menos.

## Anatomia interna[7]

### Musculatura
Ao contrário de outros invertebrados e, ainda, vertebrados, os insetos não apresentam musculatura lisa - somente estriada. Miofibrilas contráteis se seguem ao longo dessas fibras, e esse conjunto é arranjado em lâminas ou cilindros. Suas respostas a estímulos nervosos podem ser tanto sincrônicas, demonstrando somente um ciclo de contração por impulso recebido, quanto assincrônicas, com mais de um ciclo de contração por impulso; a musculatura assincrônica está envolvida, por exemplo, no voo. A musculatura se fixa ao exoesqueleto por meio de apódemas, pontos de fusão entre esses tecidos em que a endocutícula é reforçada. Podem estar associados a resilina para promover elasticidade, o que assemelha essas estruturas aos tendões de vertebrados. O voo de Neoptera, onde Coleoptera está incluído, é indireto, o que significa que a movimentação das asas é consequência da movimentação da cutícula onde ela está fixada e não há musculatura diretamente ligada a essas estruturas.

### Sistema nervoso
O sistema nervoso é integrador tanto de informações sensoriais externas quanto de fisiológicas internas. Os corpos celulares de interneurônios e neurônios motores estão agregados com fibras que aproximam centros nervosos chamados de gânglios. O Sistema Nervoso Central consiste nesses gânglios unidos por conectivos, que são cordões nervosos longitudinais. Na cabeça, os gânglios são fundidos e formam duas grandes estruturas: o cérebro e o gânglio subesofágico. A sequência de gânglios torácicos e abdominais formam um cordão nervoso ventral. O Sistema Nervoso Periférico é composto por neurônios que irradiam desse cordão para o resto do corpo.

### Sistema endócrino
Os hormônios são primariamente produzidos por centros neuronais, neuroglandulares ou glandulares, mas produção secundária também pode ocorrer em tecidos específicos, como ovários. Células neurosecretoras são neurônios modificados, encontrados por todo o corpo do coleóptero, mas principalmente no seu cérebro. São as principais produtoras de hormônios, excetuando-se alguns ecdisoesteroides (indutores de ecdise) e hormônios juvenis. As corpora cardiaca são pares de corpos neuroglandulares; um em cada lado da aorta e atrás do cérebro. Além de produzirem hormônios elas também estocam e liberam os provenientes de outras células neurosecretoras. Glândulas protorácicas também estão organizadas em pares, normalmente no tórax ou atrás da cabeça. Elas secretam ecdisoesteroides, que desencadeiam o processo de muda. Corpora allata, por sua vez, também estão em pares, mas são derivadas do epitélio, e estão localizadas nas laterais do intestino anterior; podem estar fundidas.

### Sistema circulatório
A hemolinfa circula livremente na hemocele, e sua circulação é dada pela contração das partes do corpo, principalmente movimentos peristálticos do vaso dorsal; parte dele pode ser chamada de coração. Essa hemolinfa não entra em contato direto com as células porque órgãos internos e a epiderme estão revestidos pela membrana basal. Esse sistema aberto não apresenta muitos vasos que conduzam esse fluido, em contraste com os sistemas fechados normalmente encontrados em vertebrados. Os apêndices podem apresentar, em sua base, órgãos pulsáteis acessórios que funcionam como bombas para facilitar a circulação.

### Sistema traqueal
A obtenção de oxigênio é feita quando esse gás atravessa os espiráculos e preenche as traqueias, tubos internos que se ramificam ao longo do corpo e cujas terminações contatam órgãos internos e tecidos; essas terminações são muito numerosas em tecidos com alta demanda de oxigênio. No abdome, geralmente há um par de espiráculos por segmento, um posicionado de cada lado do besouro. Espiráculos podem ter um átrio com uma valva, o que confere possibilidade de abertura e fechamento desse orifício. Traqueias são invaginações da epiderme e, portanto, também são envolvidas por cutícula. Tenídias, espessamentos espiralados dessa cutícula traqueal, são responsáveis por permitir a flexibilidade da traqueia, mas impedir compressão e, consequente, que colapsem.

### Sistema digestório
O intestino de insetos é dividido em 3 regiões: anterior (estomodeu), médio (mesêntero), e posterior (proctodeu). O estomodeu é responsável pela ingestão, estoque, esmerilhamento e transporte de alimento ao intestino médio, onde enzimas são produzidas e nutrientes são absorvidos. A massa restante, em conjunto com a urina dos túbulos de Malpighi, é encaminhada ao intestino posterior, onde ocorre absorção de água, sais e outras moléculas de interesse antes da eliminação em forma de fezes (ver seção sistema excretor). Entre os Coleoptera há grande variedade de hábitos alimentares, que costuma ser de sólidos. Desse modo, suas peças bucais são majoritariamente, se não sempre, mastigadoras. Cada besouro pode apresentar particularidades a respeito do seu sistema digestório, que refletem propriedades mecânicas e de absorção nutricional dos principais componentes da sua dieta. Partículas sólidas podem ser altamente abrasivas, e seus consumidores apresentam um intestino curto, amplo e reto com musculatura bem desenvolvida e proteção contra essa abrasão, principalmente no intestino médio, não envolvido por cutícula. A depender se o alimento é escasso, como para predadores, pode haver câmaras de estoque. Caso seja abundante, como para herbívoros, essas câmaras estão ausentes.

### Sistema excretor
A excreção é união de produtos do metabolismo em conjunto com o processo de osmorregulação, que pode ser entendida como manutenção da composição favorável dos fluidos corporais. Suas funções são primariamente executadas pelos túbulos de Malpighi, cuja quantidade e localização costuma variar em coleópteros, e intestino posterior. A posição e número deles é variável a depender de espécie. Em larvas de Oncideres saga saga, por exemplo, os túbulos estão dispostos lateroventralmente em dois grupos de três. Partículas não processadas pelo animal são diretamente encaminhadas ao reto e ao ânus.

### Órgãos reprodutivos

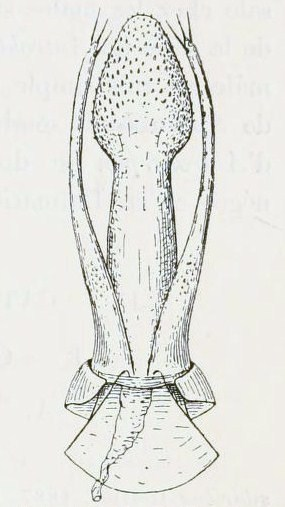
pênis de um Leiodidae (Leptodirus hochenwartii)

O aparelho copulador masculino é denominado de edeago (aedeagus). Consta de três partes: o tégmen, por sua vez é composto de falobase ou peça basal e um par de paramere (lóbulos laterais); o pênis ou lóbulo médio, normalmente envolto no tégmen; e o endophallus, principalmente membranoso, mas que pode estar armado de espículas e, às vezes de um flagelo (flagellum) largo e esclerotizado. O edeago esta envolto pelo segmento genital (9º segmento abdominal) que desenvolve-se em alguns grupos um largo e estreito esclerito denominado spiculum gastrale.

## Habitats e ecologia[4]
É possível afirmar que a ordem Coleoptera é um dos grupos de animais mais bem-sucedidos. O sucesso de um grupo de seres vivos é mais comumente medido pela quantidade de espécies pertencentes ao grupo, e em Coleoptera esse número chega a cerca de 350 mil e corresponde a cerca de 40% dos insetos descritos até hoje.
O sucesso de um grupo de organismos é determinado por dois fatores que influenciam um ao outro: (1) o potencial do grupo de se adaptar a novas condições ambientais. (2) o grau de variação ambiental possível. Como o sucesso é medido pela quantidade de diferentes espécies existentes como resultado direto de evolução, as condições ambientais a serem consideradas são as mudanças climáticas que ocorreram em diferentes partes do mundo em um período de muitas centenas de milhares de anos.
Os animais que constituem a ordem Coleoptera são encontrados em quase todos os ambientes, incluindo cidades, ambientes aquáticos, costeiros e de desertos. À exceção estão lugares de altitudes muito elevadas ou temperaturas muito baixas como os polos. Sua ampla distribuição pelo globo terrestre é devido a algumas características que permitiram sua sobrevivência em condições diversas, algumas delas são um par de asas em formato de élitro que protegem o outro par usado para voo e os espiráculos, reduzindo a perda de água, o corpo em formato compacto que permite guardar os segmentos das coxas em cavidades e aumento da esclerotização dos tegumentos (ver seção morfologia). Essas características permitiram os coleópteros explorassem diferentes nichos como árvores (folhagem, ramos, tronco ou raízes), rochas, ninhos (tanto de vertebrados quanto de insetos sociais), o corpo de frutificação de fungos, escombros, áreas de decomposição, água doce, corais na zona entre marés, cavernas, serapilheira, estrume, áreas desérticas, etc. Podem apresentar adaptações para a água doce no estágio larval ou durante todo o ciclo de vida.

## Comportamento alimentar[4]

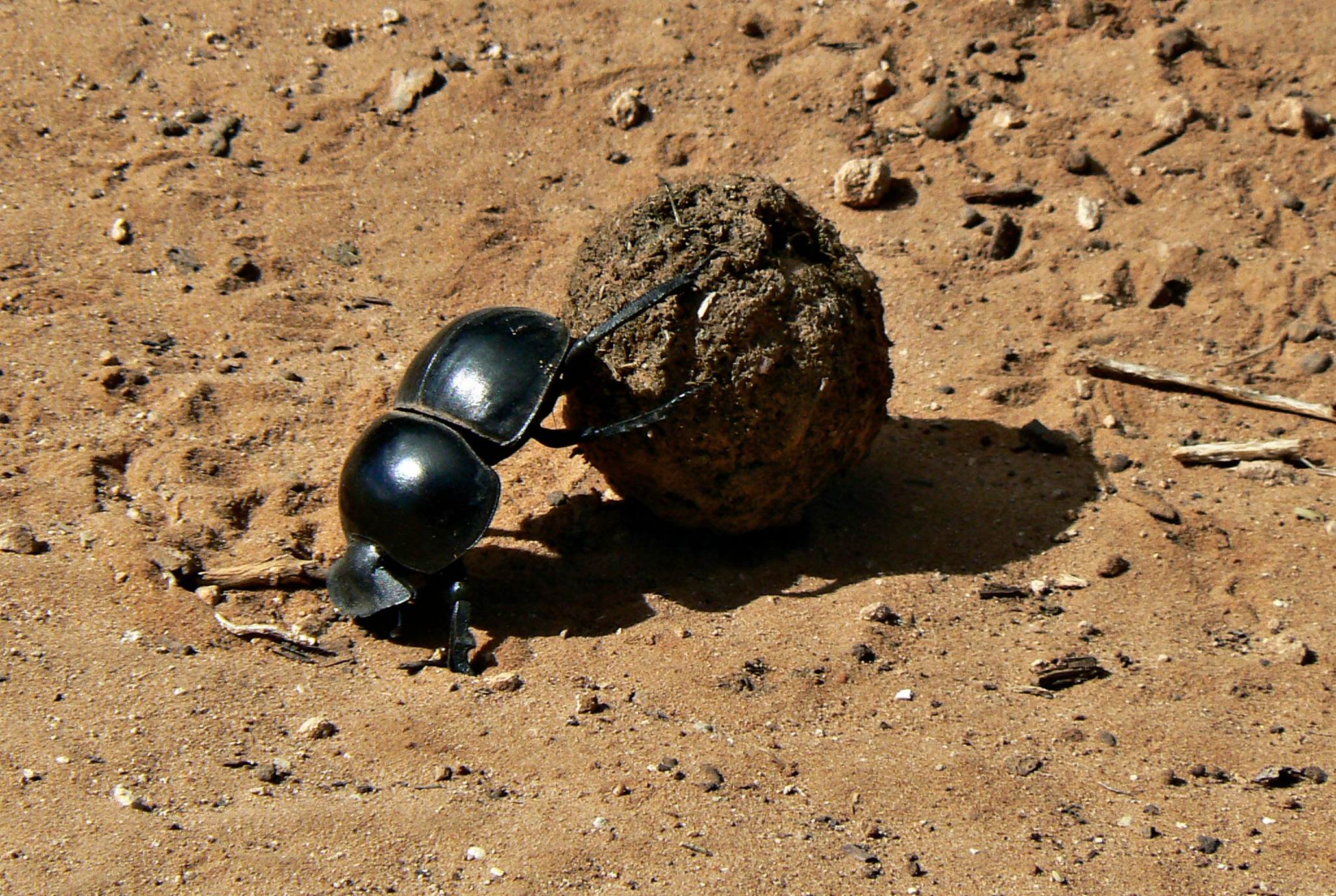
Besouro do esterco (Circellium bacchus)

A ordem abrange tanto espécies que adotam um modo de vida solitário quanto espécies cujos indivíduos vivem em conjunto. Com relação à alimentação, coleópteros podem ser fitófagos (alimentam-se de plantas), saprófagos (decompõem matéria orgânica), micófagos (alimentam-se de fungos), predadores ou parasitas. É mais comum que as espécies solitárias sejam predadoras, como as da família Carabidae.
É possível observar também em muitas espécies que o comportamento alimentar se diferencia entre os diferentes estágios do ciclo de vida. Esse é o caso do gênero Apion sp. em que a larva se alimenta da semente de Croton glandulosus, enquanto o indivíduo adulto se alimenta do néctar da flor dessa espécie.
As duas superfamílias mais representativas de Coleoptera, Chrysomeloidea e Curculionoidea, que incluem mais de 135 mil espécies são fitófagas e estão intimamente relacionadas com a evolução das angiospermas.
Algumas espécies de uma ampla variedade de famílias desenvolveram relações simbióticas com insetos sociais, vivendo como inquilinos no ninho destes insetos que podem ser presas ou podem ser influenciados a alimentar o besouro em questão. A maioria dos besouros são pragas, mas uma parte deles podem beneficiar os humanos se usados no controle de ervas daninhas ou de outros insetos, como na relação de predação entre joaninhas e pulgões (ver seção humanos e besouros).

## Reprodução e ciclo de vida[4][5][11]
Coleópteros são holometábolos, ou seja, possuem metamorfose completa, inicialmente passando por estágio larval, posteriormente formando pupa e, por fim, tornando-se um imago (indivíduo maduro). A evolução na formação de um estágio de pupa entre o estágio de larva e o adulto levou a uma maior especialização e, portanto, gerou maior eficiência, no ciclo de vida. Essa diferença causou, em algumas espécies, que diferentes estágios de vida tivessem hábitos alimentares diferentes, expandindo seu cardápio alimentar e permitindo que o animal use fontes de alimento que estão disponíveis em curtos períodos de tempo.
Eventualmente, a função principal da larva torna-se acumular reservas metabólicas enquanto a função dos adultos é principalmente se reproduzir e dispersar.
A pupa, além de ser um estágio de transformação entre a fase larval e a adulta, também permite que o indivíduo resista a condições desfavoráveis ao seu desenvolvimento.

### Reprodução

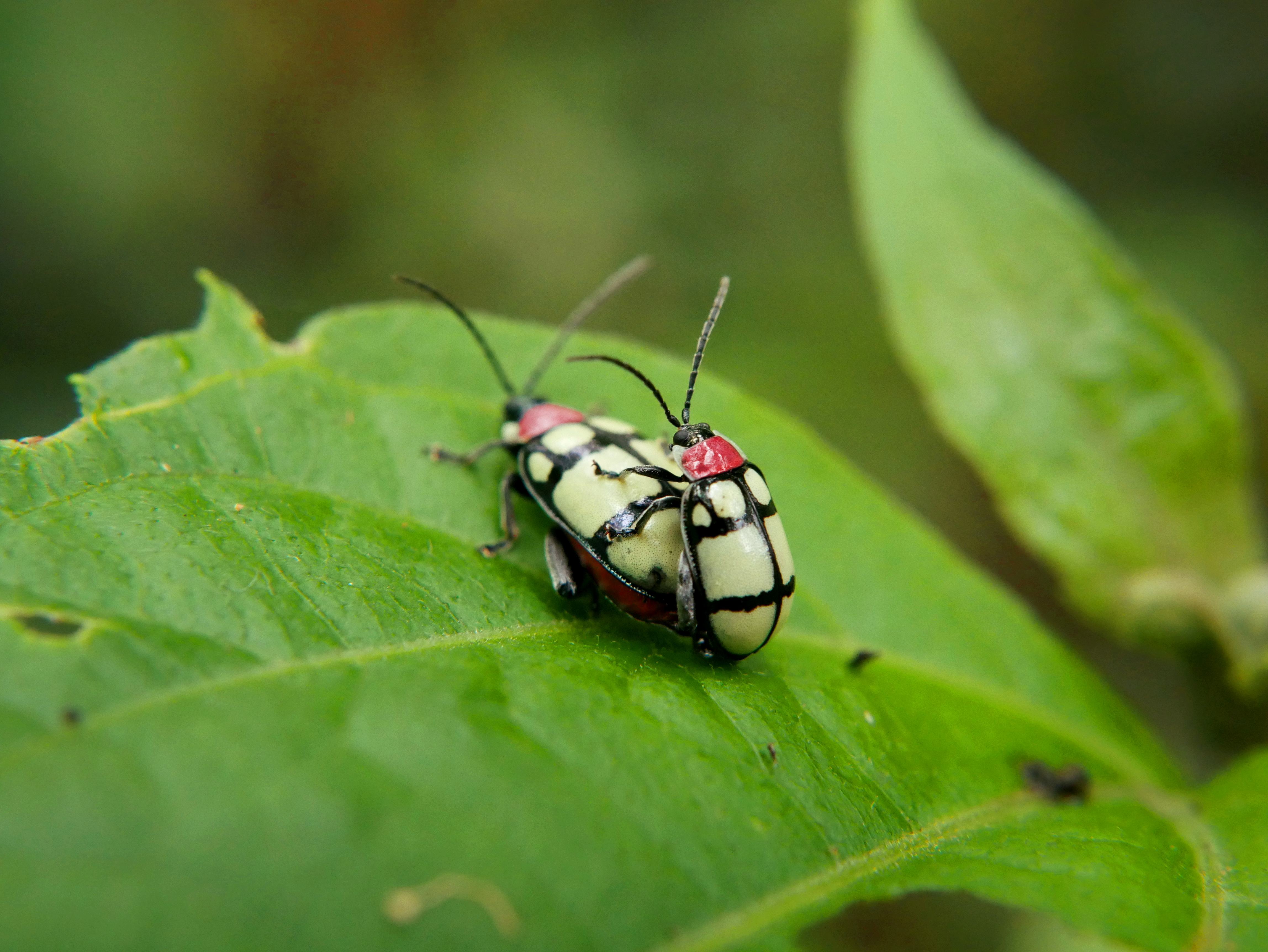
Coleoptera copulando.

A maioria das espécies é dioica, embora existam espécies onde a reprodução é por partenogênese e só há fêmeas e, ainda, espécies que podem se reproduzir tanto de forma dioica quanto por partenogênese. Apesar disso, partenogênese é um comportamento extremamente raro nessa ordem.
Na reprodução dioica, o macho fecunda a fêmea e esta armazena o esperma oriundo da fecundação em uma estrutura interna chamada espermateca, até que seus ovos sejam fertilizados. O número de ovos produzidos pode variar de espécie para espécie. A ovoviviparidade é observada em algumas espécies.
Em alguns casos, os machos podem ter as antenas mais longas da ordem, contando com estruturas especiais para identificar feromônios produzidos pelas fêmeas, que fazem com que eles sejam atraídos para a cópula. Ademais, em besouros, a produção de feromônios não é exclusiva do sexo feminino, podendo ocorrer em ambos os sexos, como é o caso dos indivíduos da família Scolytinae.
Além dos feromônios, existem outros mecanismos que ajudam o macho e a fêmea a se encontrarem para cópula. Um deles é o estímulo visual que ocorre em besouros da família Lampyridae, conhecidos popularmente por vaga-lumes. Nesse grupo, ambos ou sexos ou apenas as fêmeas produzem luz em órgãos bioluminescentes localizados na porção posterior do abdômen. Em algumas espécies, as fêmeas emitem luz constantemente para que os machos a localizem e o contato final é feito por vias olfatórias.
Comportamento de corte também é identificado em algumas espécies.
Foi observado cuidado parental em algumas famílias de coleópteros. Os pertencentes à família Silphidae, como os besouros da espécie Nicrophorus orbicollis, por exemplo, mantêm carcaças de pequenos vertebrados (mais ou menos do tamanho de ratos) como fonte de alimento para seus descendentes. Entretanto, o macho da espécie pode abandonar a ninhada muito antes da fêmea.

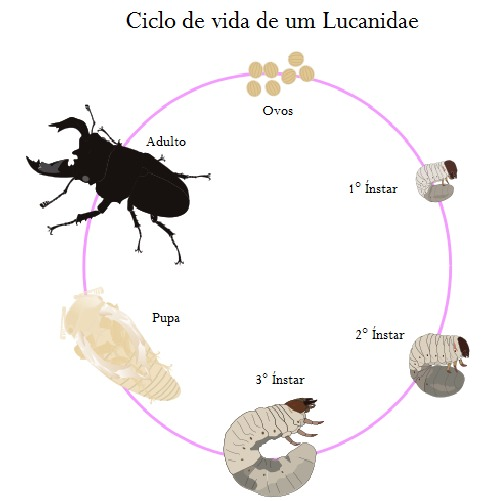
Ciclo de vida de um Lucanidae.

### Ciclo de vida[11]

#### Larva e pupa
A formas das larvas podem ter ampla variação entre as espécies. No entanto, a maior parte delas apresenta uma cabeça bem desenvolvida e esclerotizada, enquanto os segmentos torácicos e abdominais (usualmente 10 segmentos) são bem distinguíveis. Pernas torácicas podem estar presentes ou ausentes mas pernas abdominais são sempre ausentes.
Em algumas famílias, como Meloidae, é possível encontrar o processo chamado de hipermetamorfose.
As larvas, após eclodirem e se alimentarem, passam por um processo chamado muda, que consiste em uma troca de cutícula quando esta se torna pequena. O processo de muda se repete, geralmente, de três a cinco vezes, até que a cutícula da larva de último ínstar se rompe e a larva madura torna-se uma pupa. Em comparação com a larva, a pupa, que possui apêndices e asas em desenvolvimento, assemelha-se um pouco mais ao adulto, que emerge após o estágio pupal.

#### Adulto
O adulto pode apresentar grande variação no seu tamanho. A cabeça pode ser prognata ou hipognata e costuma ser muito esclerotizada e de forma variada. Olhos compostos podem estar ausentes ou presentes e ocelos costumam estar ausentes; se presentes, não mais que um par. As antenas e o aparelho bucal apresentam ampla diversidade, embora esse último costuma ser do tipo mastigador. Em muitas espécies, as mandíbulas variam com o sexo, sendo comum serem grandes e ramificadas nos machos. De forma geral, a forma adulta pode ser extremamente variada. Para maiores detalhes, ver seção morfologia.

## Sistemática

### Sistemática externa
Coleópteros estão inseridos na infraclasse Pterygota, caracterizada primariamente pela presença de asas. Dentro dela estão contidos na subdivisão Endopterygota, cuja principal característica é a holometabolia  seção reprodução e ciclo de vida). Evidências baseadas na genitália feminina e na estrutura ocular posicionam esse grupo como próximo a Neuroptera.
|  | Raphidioptera                                              |
|  |                                                            |
|  | \| \| Megaloptera \| \| \| \| \| \| Neuroptera \| \| \| \| |
|  |                                                            |
|  | Megaloptera                                                |
|  |                                                            |
|  | Neuroptera                                                 |
|  |                                                            |

|  | Megaloptera |
|  |             |
|  | Neuroptera  |
|  |             |

|  | Coleoptera   |
|  |              |
|  | Strepsiptera |
|  |              |

|  | Raphidioptera                                              |
|  |                                                            |
|  | \| \| Megaloptera \| \| \| \| \| \| Neuroptera \| \| \| \| |
|  |                                                            |
|  | Megaloptera                                                |
|  |                                                            |
|  | Neuroptera                                                 |
|  |                                                            |

|  | Megaloptera |
|  |             |
|  | Neuroptera  |
|  |             |

|  | Coleoptera   |
|  |              |
|  | Strepsiptera |
|  |              |

|  | Raphidioptera                                              |
|  |                                                            |
|  | \| \| Megaloptera \| \| \| \| \| \| Neuroptera \| \| \| \| |
|  |                                                            |
|  | Megaloptera                                                |
|  |                                                            |
|  | Neuroptera                                                 |
|  |                                                            |

|  | Megaloptera |
|  |             |
|  | Neuroptera  |
|  |             |

|  | Coleoptera   |
|  |              |
|  | Strepsiptera |
|  |              |

|  | Raphidioptera                                              |
|  |                                                            |
|  | \| \| Megaloptera \| \| \| \| \| \| Neuroptera \| \| \| \| |
|  |                                                            |
|  | Megaloptera                                                |
|  |                                                            |
|  | Neuroptera                                                 |
|  |                                                            |

|  | Megaloptera |
|  |             |
|  | Neuroptera  |
|  |             |

|  | Coleoptera   |
|  |              |
|  | Strepsiptera |
|  |              |

|  | Raphidioptera                                              |
|  |                                                            |
|  | \| \| Megaloptera \| \| \| \| \| \| Neuroptera \| \| \| \| |
|  |                                                            |
|  | Megaloptera                                                |
|  |                                                            |
|  | Neuroptera                                                 |
|  |                                                            |

|  | Megaloptera |
|  |             |
|  | Neuroptera  |
|  |             |

|  | Coleoptera   |
|  |              |
|  | Strepsiptera |
|  |              |

|  | Raphidioptera                                              |
|  |                                                            |
|  | \| \| Megaloptera \| \| \| \| \| \| Neuroptera \| \| \| \| |
|  |                                                            |
|  | Megaloptera                                                |
|  |                                                            |
|  | Neuroptera                                                 |
|  |                                                            |

|  | Megaloptera |
|  |             |
|  | Neuroptera  |
|  |             |

|  | Coleoptera   |
|  |              |
|  | Strepsiptera |
|  |              |

|  | Raphidioptera                                              |
|  |                                                            |
|  | \| \| Megaloptera \| \| \| \| \| \| Neuroptera \| \| \| \| |
|  |                                                            |
|  | Megaloptera                                                |
|  |                                                            |
|  | Neuroptera                                                 |
|  |                                                            |

|  | Megaloptera |
|  |             |
|  | Neuroptera  |
|  |             |

|  | Coleoptera   |
|  |              |
|  | Strepsiptera |
|  |              |

|  | Raphidioptera                                              |
|  |                                                            |
|  | \| \| Megaloptera \| \| \| \| \| \| Neuroptera \| \| \| \| |
|  |                                                            |
|  | Megaloptera                                                |
|  |                                                            |
|  | Neuroptera                                                 |
|  |                                                            |

|  | Megaloptera |
|  |             |
|  | Neuroptera  |
|  |             |

|  | Coleoptera   |
|  |              |
|  | Strepsiptera |
|  |              |

|  | Raphidioptera                                              |
|  |                                                            |
|  | \| \| Megaloptera \| \| \| \| \| \| Neuroptera \| \| \| \| |
|  |                                                            |
|  | Megaloptera                                                |
|  |                                                            |
|  | Neuroptera                                                 |
|  |                                                            |

|  | Megaloptera |
|  |             |
|  | Neuroptera  |
|  |             |

|  | Coleoptera   |
|  |              |
|  | Strepsiptera |
|  |              |

|  | Raphidioptera                                              |
|  |                                                            |
|  | \| \| Megaloptera \| \| \| \| \| \| Neuroptera \| \| \| \| |
|  |                                                            |
|  | Megaloptera                                                |
|  |                                                            |
|  | Neuroptera                                                 |
|  |                                                            |

|  | Megaloptera |
|  |             |
|  | Neuroptera  |
|  |             |

|  | Coleoptera   |
|  |              |
|  | Strepsiptera |
|  |              |

|  | Raphidioptera                                              |
|  |                                                            |
|  | \| \| Megaloptera \| \| \| \| \| \| Neuroptera \| \| \| \| |
|  |                                                            |
|  | Megaloptera                                                |
|  |                                                            |
|  | Neuroptera                                                 |
|  |                                                            |

|  | Megaloptera |
|  |             |
|  | Neuroptera  |
|  |             |

|  | Coleoptera   |
|  |              |
|  | Strepsiptera |
|  |              |

|  | Raphidioptera                                              |
|  |                                                            |
|  | \| \| Megaloptera \| \| \| \| \| \| Neuroptera \| \| \| \| |
|  |                                                            |
|  | Megaloptera                                                |
|  |                                                            |
|  | Neuroptera                                                 |
|  |                                                            |

|  | Megaloptera |
|  |             |
|  | Neuroptera  |
|  |             |

|  | Coleoptera   |
|  |              |
|  | Strepsiptera |
|  |              |

|  | Raphidioptera                                              |
|  |                                                            |
|  | \| \| Megaloptera \| \| \| \| \| \| Neuroptera \| \| \| \| |
|  |                                                            |
|  | Megaloptera                                                |
|  |                                                            |
|  | Neuroptera                                                 |
|  |                                                            |

|  | Megaloptera |
|  |             |
|  | Neuroptera  |
|  |             |

|  | Coleoptera   |
|  |              |
|  | Strepsiptera |
|  |              |

|  | Raphidioptera                                              |
|  |                                                            |
|  | \| \| Megaloptera \| \| \| \| \| \| Neuroptera \| \| \| \| |
|  |                                                            |
|  | Megaloptera                                                |
|  |                                                            |
|  | Neuroptera                                                 |
|  |                                                            |

|  | Megaloptera |
|  |             |
|  | Neuroptera  |
|  |             |

|  | Coleoptera   |
|  |              |
|  | Strepsiptera |
|  |              |

|  | Raphidioptera                                              |
|  |                                                            |
|  | \| \| Megaloptera \| \| \| \| \| \| Neuroptera \| \| \| \| |
|  |                                                            |
|  | Megaloptera                                                |
|  |                                                            |
|  | Neuroptera                                                 |
|  |                                                            |

|  | Megaloptera |
|  |             |
|  | Neuroptera  |
|  |             |

|  | Coleoptera   |
|  |              |
|  | Strepsiptera |
|  |              |

|  | Raphidioptera                                              |
|  |                                                            |
|  | \| \| Megaloptera \| \| \| \| \| \| Neuroptera \| \| \| \| |
|  |                                                            |
|  | Megaloptera                                                |
|  |                                                            |
|  | Neuroptera                                                 |
|  |                                                            |

|  | Megaloptera |
|  |             |
|  | Neuroptera  |
|  |             |

|  | Coleoptera   |
|  |              |
|  | Strepsiptera |
|  |              |

O posicionamento de Strepsiptera no cladograma é problemático. Ainda que larvas de primeiro ínstar dessa ordem sejam similares às de Coleoptera, análises moleculares, assim como o desenvolvimento de seus halteres, posicionam essa ordem como grupo irmão de Diptera ou até mesmo distante tanto de Diptera quanto de Coleoptera.

### Sistemática interna[19]
A ordem Coleoptera é considerada monofilética, contando com sete autapomorfias que ajudam a sustentar essa hipótese. Elas abrangem características morfoanatômicas que serão listadas a seguir:
1. Escleritos expostos estreitamente conectados;
2. Ausência dos meros;
3. Ausência de oito músculos torácicos;
4. Élitros com mecanismos de encaixe no meso e metatórax;
5. Padrão característico de dobramento das asas posteriores (internas ao élitro);
6. Esternito abdominal 1 reduzido;
7. Invaginação dos segmentos posteriores.
Há quatro subordens dentro de Coleoptera: Adephaga, Archostemata, Myxophaga e Polyphaga, as quais são, em geral, entendidas como monofiléticas, especialmente quando são consideradas apenas as espécies viventes. No entanto, ainda não há consenso a respeito das relações entre as quatro subordens dentro da ordem Coleoptera. Hipóteses consideradas serão representadas nos cladogramas a seguir.
|  | Adephaga                                                |
|  |                                                         |
|  | \| \| Myxophaga \| \| \| \| \| \| Polyphaga \| \| \| \| |
|  |                                                         |
|  | Myxophaga                                               |
|  |                                                         |
|  | Polyphaga                                               |
|  |                                                         |

|  | Myxophaga |
|  |           |
|  | Polyphaga |
|  |           |

|  | Adephaga                                                |
|  |                                                         |
|  | \| \| Myxophaga \| \| \| \| \| \| Polyphaga \| \| \| \| |
|  |                                                         |
|  | Myxophaga                                               |
|  |                                                         |
|  | Polyphaga                                               |
|  |                                                         |

|  | Myxophaga |
|  |           |
|  | Polyphaga |
|  |           |

Primeira hipótese, considerando característica de imaturos e imagos.
|  | Archostemata |
|  |              |
|  | Adephaga     |
|  |              |

|  | Myxophaga |
|  |           |
|  | Polyphaga |
|  |           |

|  | Archostemata |
|  |              |
|  | Adephaga     |
|  |              |

|  | Myxophaga |
|  |           |
|  | Polyphaga |
|  |           |

Segunda hipótese, com base em análises do protórax.
|  | Archostemata                                           |
|  |                                                        |
|  | \| \| Adephaga \| \| \| \| \| \| Myxophaga \| \| \| \| |
|  |                                                        |
|  | Adephaga                                               |
|  |                                                        |
|  | Myxophaga                                              |
|  |                                                        |

|  | Adephaga  |
|  |           |
|  | Myxophaga |
|  |           |

|  | Archostemata                                           |
|  |                                                        |
|  | \| \| Adephaga \| \| \| \| \| \| Myxophaga \| \| \| \| |
|  |                                                        |
|  | Adephaga                                               |
|  |                                                        |
|  | Myxophaga                                              |
|  |                                                        |

|  | Adephaga  |
|  |           |
|  | Myxophaga |
|  |           |

Terceira hipótese, com base nas asas membranosas.

## Humanos e besouros
Os Coleoptera ocupam diversos ambientes e nichos ecológicos distintos, logo várias espécies acabam interagindo com o ser humano, seja diretamente ou indiretamente, gerando impactos econômicos e ecológicos.

### Alimentação humana
A entomofagia, ou seja, ingestão de insetos por seres humanos, era uma prática comum nos povos americanos e orientais. Na Venezuela por exemplo, o Rhynchophorus palmarum L. (Coleoptera: Curculionidae) era uma espécie conhecida dos índios americanos pré hispânicos, onde suas larvas fazem parte de pratos de povos Yecuanas e Piaroas. São considerados uma importante fonte de proteína, sendo que possuem a segunda maior quantidade de proteína nos insetos, perdendo apenas para Lepidoptera.

### Pestes agrícolas
Os insetos no geral são responsáveis por perdas mundiais de cerca de 15% na pós colheita, enquanto no Brasil as perdas chegam a 10% de toda a produção, incluindo também ataques de fungos e ácaros. Lasioderma serricorne (Coleoptera: Anobiidae), que ataca principalmente a produção de tabaco, Stegobium paniceum (Coleoptera: Anobiidae) que ataca grãos e temperos e Rhyzopertha dominica (Coleoptera: Bostrichidae), a principal praga pós colheita da produção de trigo são exemplos de algumas pestes agrícolas bem conhecidas.

### Entomologia forense
Entomologia forense é o estudo da relação de insetos com cenas de crime e cadáveres. Os insetos no geral podem ajudar na determinação do intervalo pós morte, movimentação do cadáver e até investigação da causa da morte. Alguns Coleoptera de grande importância forense são os Dermestidae, Cleridae e Trogidae, que são necrófagos e os Staphylinidae e Histeridae, que são predadores e parasitas. Existem também famílias em que os hábitos variam ao longo da vida, tal qual a Silphidae, cujo adulto é onívoro e as larvas são necrófagas.